# Nguyễn Huy Nhuận
Nguyễn Huy Nhuận hay Nguyễn Quang Nhuận (chữ Hán: 阮光潤; 1677 hoặc 1678 - 1758) là một Thượng thư thời Lê trung hưng, đã đỗ tiến sĩ vào thời Lê Hy Tông.

## Thân thế
Theo Lịch triều hiến chương loại chí, Nguyễn Huy Nhuận là người làng Phú Thị, huyện Gia Lâm (Hà Nội), theo một số nguồn thì ông sinh năm 1677. Ông được cho là cận tổ của dòng họ Nguyễn Huy tại làng Phú Thị, một dòng họ được cho là có nhiều người đỗ đạt và làm quan.

## Sự nghiệp
Nguyễn Quang Nhuận đỗ đệ tam giáp đồng tiến sĩ xuất thân khoa Quý Mùi niên hiệu Chính Hòa thứ 24 năm 1703, khi đã 26 tuổi, vào thời Lê Hy Tông, theo Lịch triều hiến chương loại chí thì ông mới đi thi một lần đã đỗ, rồi đổi tên thành Huy Nhuận. Năm Vĩnh Thịnh Mậu Tý 1708, Nguyễn Huy Nhuận làm Phó Đô ngự sử, được chúa Trịnh ban tước Nghĩa Xuyên hầu.
Ông sung Phó sứ sang cống nhà Thanh vào năm 1723, khi tới Yên Kinh ông cùng với Chính sứ Phạm Khiêm Ích và Phó sứ Phạm Đình Kính mừng vua Thanh Thế Tông lên ngôi, dâng ba bài thơ, được vua Thanh khen ngợi và thưởng ba bộ sách. Khi đi sứ về vào năm 1726, ông được thăng Tả thị lang bộ Hình, tước Triệu quận công, sau đổi thành Tả thị lang bộ Binh.
Năm 1728, Nguyễn Huy Nhuận làm Trưởng đoàn, và Nguyễn Công Thái, Phó đoàn, được cử đi giao thiệp về việc cắm dấu mốc biên giới, lấy về cho An Nam 40 dặm đất, giữ vững mỏ đồng Tụ Long với nhà Thanh tại biên giới. Để đảm bảo mốc giới được chắc chắn và lâu dài, Nguyễn Huy Nhuận cho dựng một tấm bia ở nơi giáp ranh, nội dung bia do chính ông soạn như sau: "Giới mốc châu Vị Xuyên, trấn Tuyên Quang, nước An Nam, lấy sông Đỗ Chú làm căn cứ. Ngày 18 tháng 9, năm Ung Chính thứ 6 (1728), chúng ta là Nguyễn Huy Nhuận, Tả thị lang Bộ Binh và Nguyễn Công Thái, Tế tửu Quốc Tử Giám, được triều đình ủy sai, vâng theo chỉ dụ lập bia đá này".
Ông được thăng Thượng thư bộ Công vào năm 1733. Mùa thu năm 1734, được làm Thượng thư bộ Lễ, hàm Thiếu phó và được làm Tham tụng (Tể tướng) trong phủ. Đồng thời, ông cũng được cùng cầm quyền chính với Nguyễn Công Thái và Nguyễn Quý Cảnh, đến năm 1741 được chúa cho kiêm chức Đốc đồng tại trấn Kinh Bắc.
Sau ông được trải thăng Thượng thư bộ Hộ, hàm Thái bảo vào hầu giảng tòa Kinh diên (giảng dạy cho vua chúa), trông coi việc tại Quốc tử giám (Tri Quốc Tử Giám) do có nhiều công lao, theo Lịch triều hiến chương loại chí thì ông đã "nắm giữ hết cả việc quân việc dân, cai quản tướng sĩ, khuyên răn quan lại, yên dân, dẹp giặc".

### Cuối đời
Ông về hưu năm 1742, khi đã 65 tuổi, do đã già. Sau đó, ông lại được Chúa gọi ra làm bậc Phụng thị ngũ lão, hầu Chúa, trải lên chức Đại Tư Không. Đến năm 81 tuổi thì mất, năm Mậu Dần 1758, được tặng Đại Tư Mã, Thái.

## Vinh danh
Nguyễn Huy Nhuận được đặt tên đường tại địa phận xã Phú Thị, Gia Lâm, Hà Nội, (quê hương ông) dài đến 1140 m, rộng hai làn đường, mỗi bên 10,5 m. Một đầu đường nối ra đường Quốc lộ 5 (A), kéo dài con đường này qua đường tàu là đường trục phía Bắc của Đại đô thị Vinhome Ocean Park Gia Lâm, đầu kia kéo dài nối vào đường Ỷ Lan, phía Nam con đường chỗ gần Ngã tư Sủi là Khu di tích Đình - Đền - Chùa Phú Thị (Sủi).

## Nhận định
Trong Lịch triều hiến chương loại chí, thuộc Nhân vật chí, Phan Huy Chú có viết riêng một mục về ông tại phần "Người phò tá có công lao tài đức" (quyển 8).

## Gia đình
Nguyễn Huy Nhuận có một số người em con chú như Nguyễn Huy Mãn và Nguyễn Huy Thuật, đều thành đạt và đỗ tiến sĩ., làm quan trong triều. Ông có vợ cả là con gái của Hiến sát sứ Nguyễn Cộng tại làng Tử Đình thuộc xã Cổ Linh, Gia Lâm. Vợ thứ của ông là con gái Hữu Tham nghị tại xã Bất Căng, Thanh Hóa. Ông có cháu gọi bằng bác ruột là Nguyễn Huy Bá, cũng là Tiến sỹ (Tiến triều), Đông các đại học sỹ, làm quan trong triều đình, cùng phe với Đặng Thị Huệ (bà Chúa Chè). Nguyễn Huy xứng đáng là một danh gia vọng tộc ở xứ Kinh Bắc xưa.
Con ông là Nguyễn Huy Dận học giỏi, đỗ cao, đỗ Giải nguyên rồi đỗ Tiến sĩ khoa Mậu Thìn thời Cảnh Hưng năm 1748, sau làm đến Đại học sĩ Đông các. Ông có cháu nội là Nguyễn Huy Cẩn, là con Nguyễn Huy Dận, đỗ Hội nguyên Tiến sĩ năm 1760.